# Дусик Іван
Іван Дусик (псевдо: «Марцигель»; нар. ???, Мужиловичі — пом. 7 березня 1946, Мужиловичі) — український військовик, вояк УПА, командир Військово-польової жандармерії сотні «Сіроманці» ВО-3 «Лисоня». Лицар Срібного Хреста Бойової Заслуги 2-го клясу.  

## Життєпис
Іван Дусик народився в селі Мужиловичі, тепер Яворівський район Львівська область. Член ОУН. Згодом пройшов вишкіл УПА в Карпатах. 
З літа 1943 року командував польовою жандармерією та розвідкою сотні та куреня УПА «Сіроманці». 
Учасник бою під Уневом. Особливо відзначився 18 серпня 1944 року в бою поблизу села Пирятин на Жовківщині, за що отримав нагрудну відзнаку. 
З вересня 1944 року Іван Дусик командир курінної польової жандармерії. 
Під час відпустки зрадник вказав на місце перебування Івана Дусика. Загинув 7 березня 1946 року в перестрілці з енкаведистами у рідному селі Мужиловичі.

## Нагороди
- Згідно з Наказом Головного військового штабу УПА ч. 1/45 від 25.044945 р. командир військово-польової жандармерії куреня УПА Іван Дусик – «Марцигель» нагороджений Срібним хрестом бойової заслуги УПА 2 класу.

## Вшанування пам'яті
- 5.11.2017 р. від імені Координаційної ради з вшанування пам’яті нагороджених Лицарів ОУН і УПА у м. Яворів Львівської обл. Срібний хрест бойової заслуги УПА 2 класу (№ 005) переданий Ользі Василисі,  племінниці Івана Дусика – «Марцигеля»